# Histoires de N
Albums de Sourire kabyle
Grunge eater
(1995) Rebelles le week-end
(1999)
Histoires de N est le 3e album du groupe punk français Sourire kabyle, sorti en 1997 sur le label Dialektik Records.

## Titres de l'album
1. "Blah-blah"
2. "Sensoriel killer"
3. "Les invisibles"
4. "Barabbas"
5. "De l'autre côté"
6. "Immortel"
7. "Noirs printemps"
8. "Do not distrub"
9. "Sourire kabyle"
10. "Violence"
11. "Chambre froide"
12. "Futur devoir mourir"
13. "Malika"
14. "Histoire de N"